# Медведев, Николай Леонидович
Николай Леонидович Медведев (9 мая 1950, Шарангский район, Горьковская область, РСФСР ― 12 апреля 2017, Кстово, Нижегородская область, Российская Федерация) — советский и российский спортсмен и тренер по борьбе самбо. Заслуженный тренер СССР, мастер спорта СССР международного класса, почётный гражданин города Кстово.

## Биография
В юношеском возрасте переехал в Казахстан, тогда же увлёкся вольной борьбой и стал чемпионом Казахской ССР среди юношей.
Служил во внутренних войсках, во время службы начал заниматься самбо и вскоре за спортивные достижения ему было присвоено звание мастера спорта. Являлся чемпионом внутренних войск МВД СССР. После демобилизации снова приехал в Горький. На тренировочных сборах в Дзержинске познакомился с М. Г. Бурдиковым и получил приглашение работать тренером в Кстово. Был спортивным наставником Чемпионов мира Евгения Есина и Николая Баранова.
Являлся победителем кубка мира (1980), трёхкратным победителем Кубка СССР (1973, 1974, 1976), чемпионом СССР (1976), серебряным призёром чемпионата СССР (1978), серебряным призёром Спартакиады народов СССР (1976), неоднократным победителем международных турниров.
Занимал пост первого вице-президента Федерации самбо Нижегородской области и председателя тренерского совета.
В 2007 году ему было присвоено звание почётного гражданина города Кстово и Кстовского района.